# Göndöcs Zsigmond
Göndöcs Zsigmond (Budapest, 1959. augusztus 29. –) magyar orvos, az Országos Mentőszolgálat műveleti és szervezési igazgatója, 2012. október 20-a óta a Magyar Vöröskereszt elnöke.

## Családja
Házas, három gyermek édesapja.

## Életpályája
Tanulmányait Semmelweis Orvostudományi Egyetem, Általános Orvostudományi Karán végezte. Traumatológiai, oxiológiai és honvéd- és katasztrófa orvostan szakvizsgával rendelkezik. 1979 óta tagja a Magyar Vöröskeresztnek. Elsősorban az egészségügyhöz kötődő önkéntes tevékenységekben vállalt szerepet, majd 1994 és 1997 között a Magyar Vöröskereszt Országos Titkárságának Életvédelmi Osztályát vezette. 2004-től a budapesti szervezet elnöke és az országos szervezet alelnöke volt. Jelenleg az Országos Mentőszolgálat műveleti és szervezési igazgatói posztját tölti be. Emellett 2012. október 20-a óta a Magyar Vöröskereszt elnöke.(2016-ban újraválasztották.)
2023. július 1-e óta a Jászberényi Szent Erzsébet Kórház Sürgősségi Betegellátó Osztály Osztályvezető főorvosa.

## Nyelvtudása
Angolul, németül, oroszul és olaszul is beszél.

## Díjai, elismerései
- 1999– Belügyminiszteri elismerés ( BM katasztrófa-kórház koncepció kialakítása, megvalósítása)
- 2003 – Pro Sanitate ( a siófoki tömeges baleset felszámolása)
- 2004 – Miniszterelnöki oklevél (árvízi védekezés)
- 2005 – „Bátorságért” érdemjel ( a Sri-lankai szökőár utáni mentés)
- 2005 – Vöröskeresztes Munkáért Arany fokozat
- 2009 – Honvédelmi miniszteri elismerés (Felipe Massa ellátása)[2]
- 2010 – Köztársasági Érdemjel Díj
- 2011 – Rendkívüli Helytállásért érdemérem Arany fokozat (Vörösiszap-katasztrófa)
- 2012 – Nemzeti Erőforrás Miniszteri Dicséret (a 2011. novemberi egyiptomi autóbusz-baleset sérültjeinek helyszíni felmérése, hazaszállítása, ellátásuk szervezése)